# Сила (Салерно)
Сила (итал. Silla) је насеље у Италији у округу Салерно, региону Кампанија.
Према процени из 2011. у насељу је живело 630 становника. Насеље се налази на надморској висини од 456 м.